# Challenger de Lille 2023
El torneo Play In Challenger 2023 fue un torneo de tenis perteneció al ATP Challenger Tour 2023 en la categoría Challenger 100. Se trató de la 5ª edición; el torneo tuvo lugar en la ciudad de Lille (Francia), desde el 27 de marzo hasta el 2 de abril de 2023 sobre pista dura bajo techo.

## Jugadores participantes del cuadro de individuales
| Favorito | País                       | Jugador           | Rank1 | Posición en el torneo |
| -------- | -------------------------- | ----------------- | ----- | --------------------- |
| 1        | Bandera de Australia       | Max Purcell       | 99    | FINAL                 |
| 2        | Bandera de Austria         | Jurij Rodionov    | 131   | Semifinales           |
| 3        | Bandera de Eslovaquia      | Norbert Gombos    | 133   | Primera ronda         |
| 4        | Bandera de Finlandia       | Otto Virtanen     | 139   | CAMPEÓN               |
| 5        | Bandera de Francia         | Hugo Grenier      | 146   | Primera ronda         |
| 6        | Bandera de Francia         | Benoît Paire      | 170   | Primera ronda         |
| 7        | Bandera de República Checa | Zdeněk Kolář      | 174   | Primera ronda         |
| 8        | Bandera de Francia         | Antoine Escoffier | 180   | Primera ronda         |

- 1 Se ha tomado en cuenta el ranking del 20 de marzo de 2023.

### Otros participantes
Los siguientes jugadores recibieron una invitación (wild card), por lo tanto ingresan directamente al cuadro principal (WC):
- Sascha Gueymard Wayenburg
- Pierre-Hugues Herbert
- Kyrian Jacquet

Los siguientes jugadores ingresan al cuadro principal tras disputar el cuadro clasificatorio (Q):
- Kenny de Schepper
- Antoine Hoang
- Maxime Janvier
- Edan Leshem
- Vitaliy Sachko
- Beibit Zhukayev

## Campeones

### Individual Masculino
- Otto Virtanen derrotó en la final a  Max Purcell, 6–7(3), 6–4, 6–2

### Dobles Masculino
- Max Purcell /  Jason Taylor derrotaron en la final a  Dustin Brown /  Aisam-ul-Haq Qureshi, 7–6(3), 6–4